# AT-3 (航空機)
AIDC AT-3「自強」
松山基地で展示される中華民国空軍曲技飛行隊サンダータイガース機（建国100年記念塗装）
- 用途：練習機
- 分類：中等・高等練習機
- 設計者：航空工業開発センター
- 製造者：漢翔航空工業股份有限公司
- 運用者： 中華民国（中華民国空軍）
- 初飛行：1980年9月16日
- 生産数：60機
- 生産開始：1982年4月
- 運用開始：1984年
- 運用状況：運用中

AT-3は中華民国（台湾）の航空工業開発センター（AIDC 漢翔航空工業股份有限公司）が開発した練習機。中華民国空軍で使用されている。中国語での愛称は「自強（ツチャン）」。台湾において開発された初のジェット機である。

## 開発
1970年代中盤に入り、空軍ではそれまで使用していたT-33（初飛行1948年）の老朽化に伴い、後継機を求めるようになった。台湾の航空工業開発センターはアメリカ合衆国のノースロップの協力を得て、後継練習機を開発することとした。
1975年に開発契約が結ばれ、初号機は1980年9月16日に初飛行している。1982年には量産が始まった。

## 設計

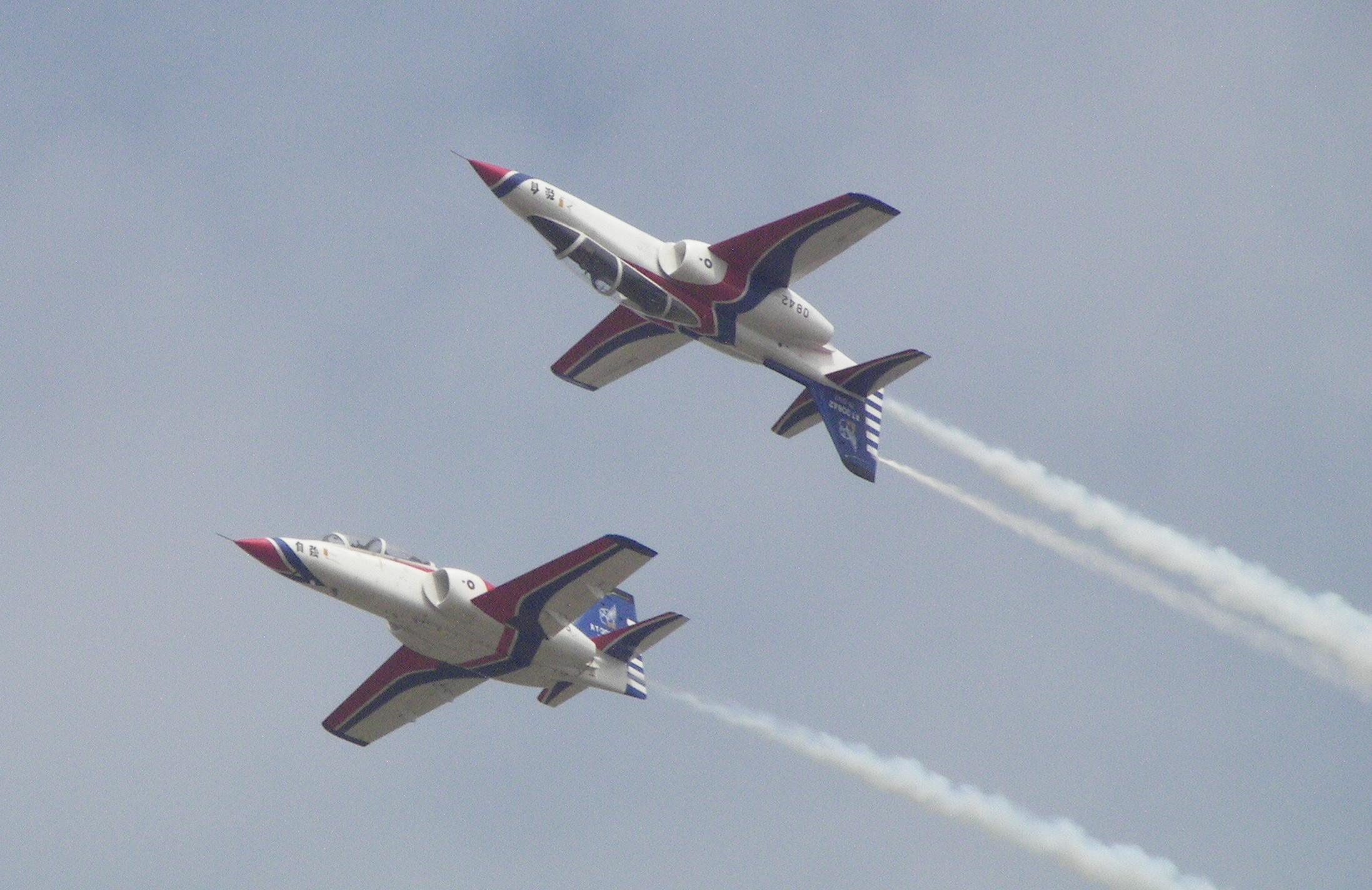
低空で曲技飛行を行うAT-3

機体はターボファンエンジン双発の低翼配置という、亜音速のジェット練習機としてはオーソドックスな設計である。
主翼はスーパークリティカル形のほぼ直線翼で後退角は7度しかない。エンジンは胴体側面に装備され、ノズルは胴体後部側面に位置する。戦闘機パイロットの養成を目的として開発されたためタンデム複座であり視界は良い。また練習機としては十分な出力および運動性を有しており、無改造で曲技飛行も可能。
当初から攻撃機型への転用が想定され、実際に対地・対艦攻撃機として運用されているが、エンジン出力の都合で武装を搭載すると運動性や航続距離に影響が出る。

## 運用
部隊配備は1984年から開始され、1990年までに60機が生産された。1980年代後半に単座の軽攻撃機型の検討も行われ、AT-3の2機がXA-3に改造された。後に一部のAT-3も改装を受け、軽攻撃機としてのアビオニクスを装備したAT-3Bに改装されている。
AT-3は岡山基地の空軍軍官学校にてT-34Cによる初等訓練を終え、戦闘機乗員養成過程に進んだ訓練生が使用する中間・高等練習機である。同校教官パイロットによる曲技飛行隊『サンダー・タイガース』のために一部が曲技飛行仕様に改造された。
2012年2月3日　2機が台湾南部の屏東県で空中衝突。うち1機が墜落しパイロット2名が負傷した。

## 派生型

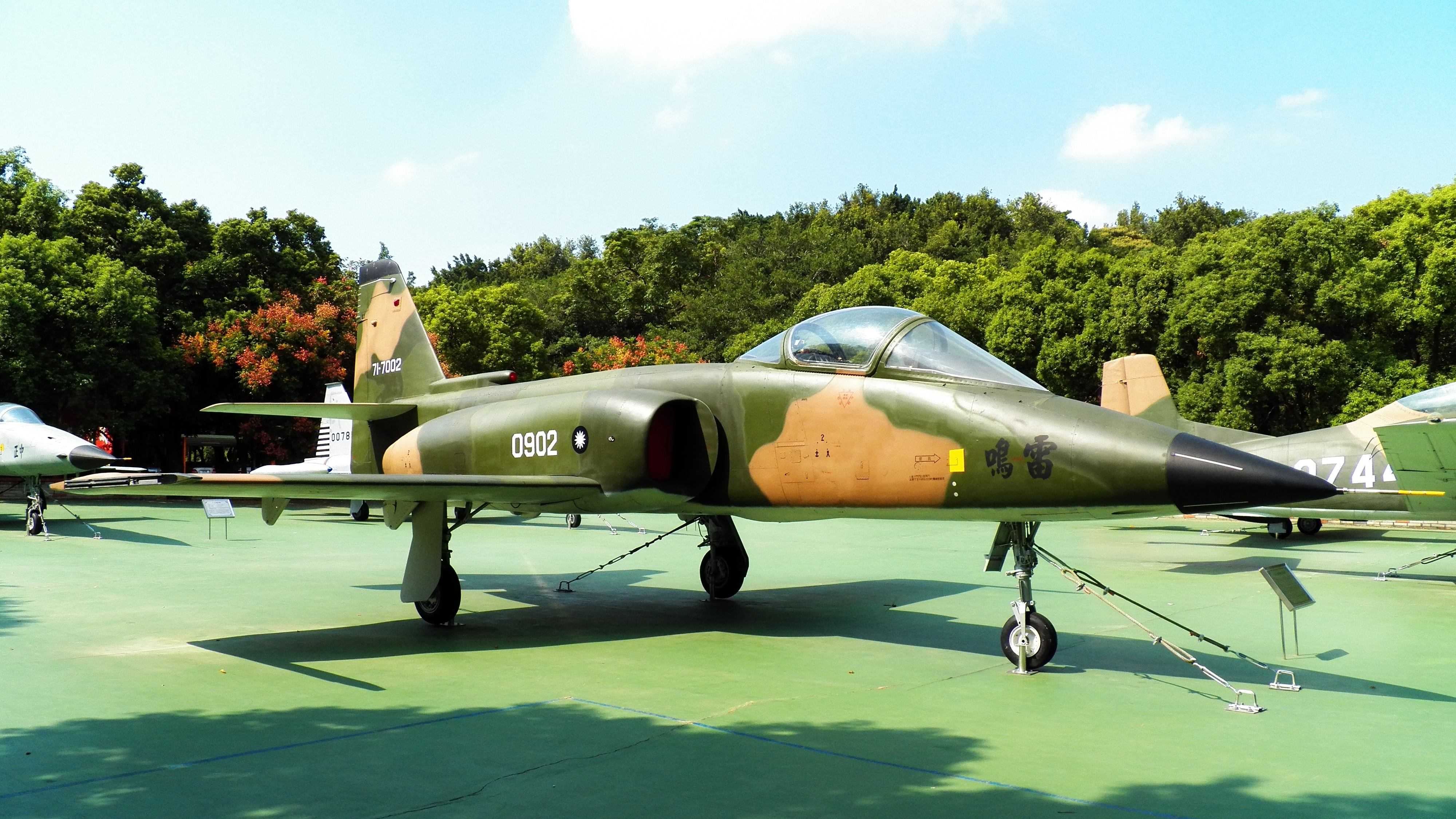
空軍軍官学校に展示されるXA-3（2012年）

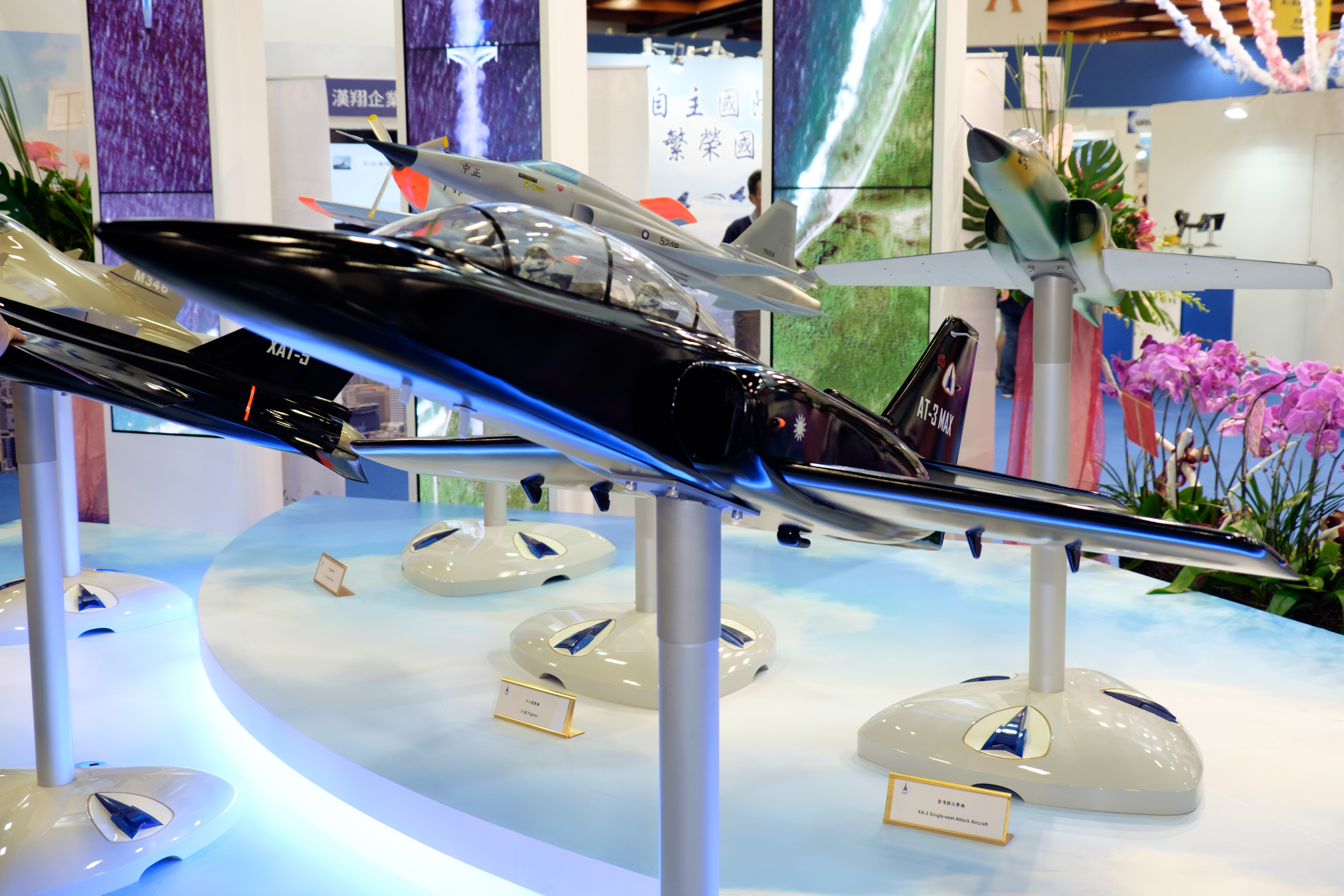
防衛装備品の見本市に展示されるAT-3 MAXの模型（2015年）

XAT-3
試作機。3機製造。
AT-3
タンデム複座の練習機。60機製造。固定武装として機銃を装備できる。
XA-3（AT-3A）
軽攻撃機の試作型。AT-3から2機を改造。単座に変更しHUDを追加。愛称は「雷鳴（ルーメイ）」
短距離空対空ミサイルとしてサイドワインダーもしくは国産の天劍一型のテストを行った。武装で重量が増加したため航空機としての基本性能はAT-3よりも低下している。
試験終了後は空軍軍官学校や航空教育展示館に展示されている。
AT-3B
XA-3のアビオニクスをAT-3に搭載したタンデム複座の練習機・軽攻撃機。AN/APG-66Tを搭載。AT-3から20機を改造。サイドワインダーと天劍一型の他、雄風II型の運用能力を有する。
AT-3 MAX
AT-3のレーダーやアビオニクスを強化、エンジンをTFE731-50に換装するプラン。
AT-3 サンダータイガー仕様
AT-3にスモーク発生装置を搭載した曲技飛行機。基本構造はAT-3と同等。

## 要目
AT-3の要目
- 全長：12.9m
- 全幅：10.5m
- 全高：4.36m
- 自重：3.9t
- エンジン：ギャレット TFE731 ターボファンエンジン（推力 1.6t）2基
- 最大速度：898km/h
- 航続距離：2,250km
- 乗員：2名
- 武装：なし-機銃（30 M 791）装備可。パイロンに2.7t搭載可能。

## 登場作品

### 映画
『トップ・ガイ』
AT-3が登場。戦闘機パイロットを目指す主人公たちが搭乗し、編隊飛行の訓練などを行う。
撮影には、CGで描かれた機体と台湾空軍の全面協力で実物が使用されている。